# St. Johannes Baptist (Langenholthausen)

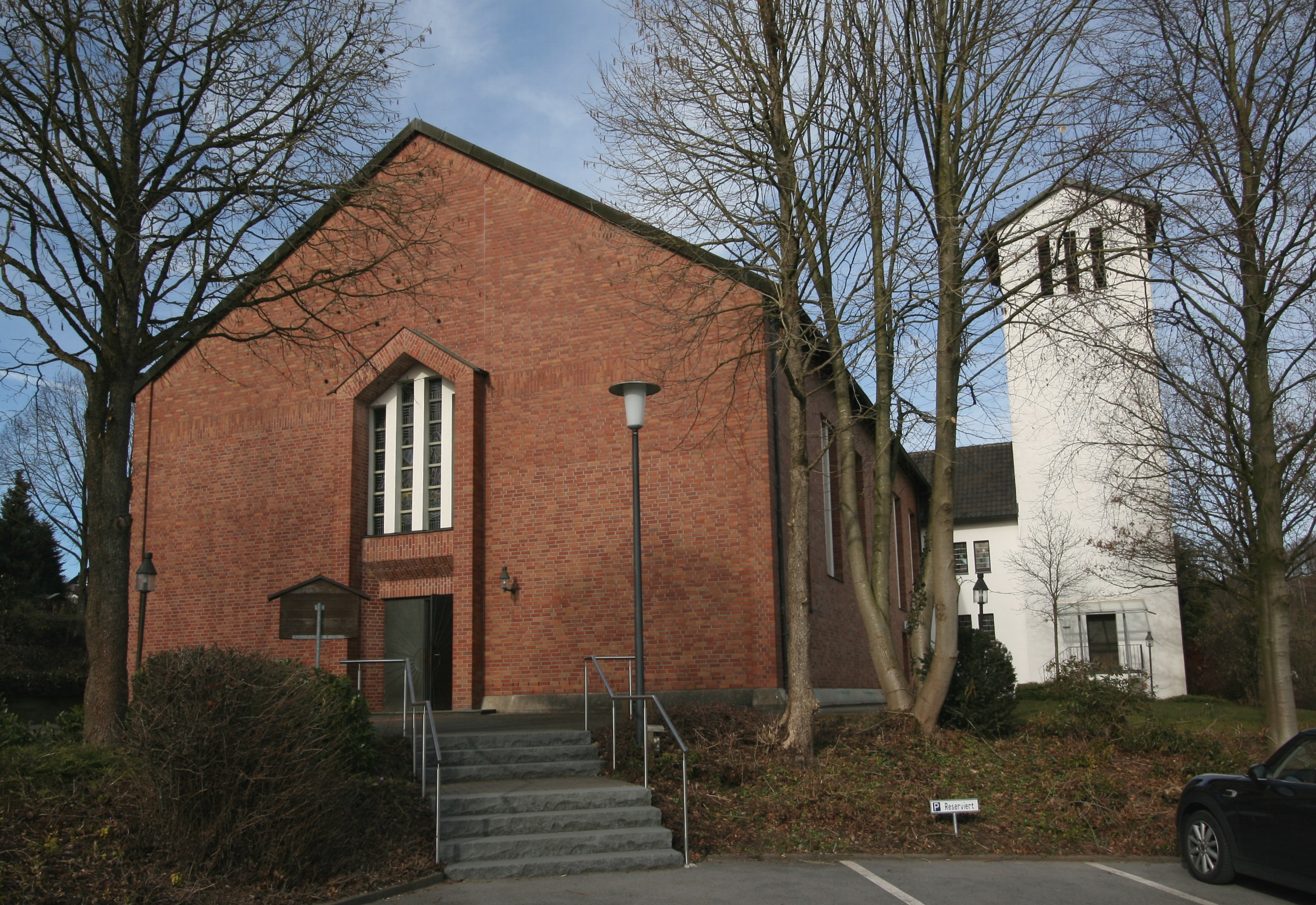
St. Johannes Baptist

Die römisch-katholische Kirche St. Johannes Baptist ist ein ortsbildprägendes Kirchengebäude in Langenholthausen, einem Ortsteil von Balve im Märkischen Kreis (Nordrhein-Westfalen). Die Gemeinde gehört zum Pastoralverbund Oberes Hönnetal.

## Geschichte und Architektur
Die Vorgängerkirche wurde von 1877 bis 1878 nach Plänen des Architekten Gerhard August Fischer errichtet. Die neue Kirche wurde von 1962 bis 1964 nach Plänen von Hans Luttermann hochgezogen. Das Gebäude besteht aus einem rechteckigen Schiff und einem eingezogenen rechteckigen Chor. Der Turm steht seitlich. Das mit einem Satteldach gedeckte Gebäude wurde nachträglich verklinkert. Im Innenraum ruht eine flache Holzdecke mit Unterzügen auf vorstehenden Wandstützen. An der Rückseite der lichten Halle steht eine Empore. Der Altarraum wurde in jüngerer Zeit von Johannes Hillebrandt neu gestaltet. Die Verglasungen der schmalen Fenster sind Arbeiten von Wilhelm Rengshausen.